# Rally de Noia
El Rally de Noia es una prueba de rally que se disputa en la localidad de Noya (La Coruña, España) organizado por la Escudería Berberecho desde 1984 y es puntuable para el Campeonato de Galicia de Rally. Se disputa siempre en el mes de abril salvo en 1999, 2000 y 2005 que se organizó en octubre y noviembre y tan solo dejó de organizarse en tres ocasiones: 2002, 2020 y 2021.
El piloto más victorioso es Germán Castrillón que ganó hasta en siete ocasiones: 1991, 1992, 1993, 1996, 1998, 1999 y 2001. Le sigue Pedro Burgo con cuatro triunfos y luego Manuel Senra, Víctor Senra e Iván Ares con tres cada uno. 

## Palmarés
| Año  | Edición                      | Piloto            | Copiloto                   | Automóvil                      | Series  |
| ---- | ---------------------------- | ----------------- | -------------------------- | ------------------------------ | ------- |
| 1984 | 1.º Rally Ría de Noia        | Chano Carrera     | Rodrigo Alonso             | Opel Ascona RS 2000            | Galicia |
| 1985 | 2.º Rally de Noia            | José Mora         | Luis Moya                  | Renault 5 Turbo                | Galicia |
| 1986 | 3.º Rally de Noia            | José Mora         | Luis Moya                  | Renault 5 GT Turbo             | Galicia |
| 1987 | 4.º Rally de Noia            | Carlos Piñeiro    | Julio Orozco               | Opel Ascona 400                | Galicia |
| 1988 | 5.º Rali Ría de Noia         | Cleherc           | Juan Brun                  | Renault 5 Turbo                | Galicia |
| 1989 | 6.º Rally de Noia            | Carlos Piñeiro    | Julio Orozco               | Ford Sierra RS Cosworth        | Galicia |
| 1990 | 7.º Rally de Noia            | Marc Etchebers    | Humberto González          | Ford Sierra RS Cosworth        | Galicia |
| 1991 | 8.º Rally de Noia            | Germán Castrillón | Estrella Castrillón        | Ford Sierra RS Cosworth        | Galicia |
| 1992 | 9.º Rally de Noia            | Germán Castrillón | Estrella Castrillón        | Ford Sierra RS Cosworth        | Galicia |
| 1993 | 10.º Rally de Noia           | Germán Castrillón | Estrella Castrillón        | Ford Escort RS Cosworth        | Galicia |
| 1994 | 11.º Rally de Noia           | Javier Piñeiro    | Manuel Ferreiro            | Renault Clio Williams          | Galicia |
| 1995 | 12.º Rally de Noia           | Miguel Dopico     | Álvaro Louro               | Ford Escort RS Cosworth        | Galicia |
| 1996 | 13.º Rally de Noia           | Germán Castrillón | Estrella Castrillón        | Ford Escort RS Cosworth        | Galicia |
| 1997 | 14.º Rally de Noia           | Javier Piñeiro    | Manuel Ferreiro            | Renault Clio Maxi              | Galicia |
| 1998 | 15.º Rally de Noia           | Germán Castrillón | Estrella Castrillón        | Mitsubishi Lancer Evo IV       | Galicia |
| 1999 | 16.º Rali de Noia            | Germán Castrillón | Estrella Castrillón        | Mitsubishi Lancer Evo IV       | Galicia |
| 2000 | 17.º Rali de Noia            | Manuel Senra      | Faustino Suárez            | Peugeot 306 Maxi               | Galicia |
| 2001 | 18.º Rally de Noia           | Germán Castrillón | Estrella Castrillón        | Mitsubishi Lancer Evo VI       | Galicia |
| 2003 | 19.º Rally de Noia           | Manuel Senra      | Faustino Suárez            | Peugeot 306 Maxi               | Galicia |
| 2004 | 20.º Rali Ría de Noia        | Toño Villar       | José Ramón Seoane          | Peugeot 306 Maxi               | Galicia |
| 2005 | 21.º Rali de Noia            | «Bamarti»         | Manuel Campos              | Peugeot 306 Maxi               | Galicia |
| 2006 | 22.º Rali de Noia            | Pedro Burgo       | Marcos Burgo               | Mitsubishi Lancer Evo IX       | Galicia |
| 2007 | 23.º Rali Noia               | Pedro Burgo       | Marcos Burgo               | Mitsubishi Lancer Evo VIII     | Galicia |
| 2008 | 24.º Rali Noia               | Pedro Burgo       | Marcos Burgo               | Mitsubishi Lancer Evo VIII     | Galicia |
| 2009 | 25.º Rali Ría de Noia        | Sergio Pérez      | Mario González Tomé        | Fiat Abarth Grande Punto S2000 | Galicia |
| 2010 | 26.º Rali Ría de Noia        | Manuel Senra      | Faustino Suárez            | Peugeot 306 Maxi               | Galicia |
| 2011 | 27.º Rali Noia               | Iván Ares         | José Antonio Pintor        | Mitsubishi Lancer Evo VI       | Galicia |
| 2012 | 28.º Rali Noia               | Pedro Burgo       | Marcos Burgo               | Ford Focus WRC                 | Galicia |
| 2013 | 29.º Rali Noia               | Sergio Vallejo    | Álvaro Louro               | Porsche 997 GT3 RS 3.6         | Galicia |
| 2014 | 30.º Rali Noia               | Iván Ares         | Álvaro Bañobre             | Porsche 997 GT3 RS 3.6         | Galicia |
| 2015 | 31.º Rali Noia               | Santiago Pais     | Álex Pais                  | Mitsubishi Lancer Evo X        | Galicia |
| 2016 | 32.º Rali Noia               | Iván Ares         | Mario González Tomé        | Porsche 997 GT3 RS 3.8         | Galicia |
| 2017 | 33.º Rali Noia               | Víctor Senra      | David Vázquez              | Ford Fiesta R5                 | Galicia |
| 2018 | 34.º Rali de Noia            | Iago Caamaño      | Alberto Rodríguez González | Ford Fiesta R5                 | Galicia |
| 2019 | 35.º Rali Noia               | Víctor Senra      | Ramón López                | Citroën C3 R5                  | Galicia |
| 2021 | Rali Noia 2021               | Suspendido        | Suspendido                 | Suspendido                     |         |
| 2022 | 36.º Rali Berberecho de Noia | Víctor Senra      | «Jandrín»                  | Škoda Fabia Rally2 evo         | Galicia |
| 2023 | 37.º Rali Berberecho de Noia | Víctor Senra      | David Vázquez              | Citroën C3 WRC                 | Galicia |